# クリフトン・スプレイグ (フリゲート)
| USS Clifton Sprague FFG-16 |                                                                           |
| 艦歴                       |                                                                           |
| 発注                       | 1976年2月27日                                                             |
| 起工                       | 1979年7月30日                                                             |
| 進水                       | 1980年2月16日                                                             |
| 就役                       | 1981年3月21日                                                             |
| 退役                       | 1995年6月2日                                                              |
| 除籍                       | 1997年9月4日                                                              |
| その後                     | トルコ海軍へ移管                                                          |
| 要目                       |                                                                           |
| 排水量                     | 基準：3,159t                                                              |
| 排水量                     | 満載：4,057t                                                              |
| 全長                       | 445 ft (136 m)                                                            |
| 全幅                       | 45.4 ft (13.8 m)                                                          |
| 吃水                       | 22 ft (6.7 m)                                                             |
| 機関                       | COGAG方式                                                                 |
| 機関                       | LM2500-30 ガスタービンエンジン（20,500shp）×2基                           |
| 機関                       | 可変ピッチプロペラ（5翔）×1軸                                             |
| 機関                       | 非常用旋回式スラスター（350hp）×2基                                       |
| 最大速                     | 29ノット以上                                                              |
| 航続距離                   | 4,500海里（20ノット巡航時）                                               |
| 乗員                       | 206名（士官13名）                                                         |
| 兵装                       | Mk.75 76mm単装速射砲×1基                                                  |
| 兵装                       | Mk.38 25mm単装機関砲×2基                                                  |
| 兵装                       | Mk.15 20mm CIWS×1基                                                       |
| 兵装                       | M2 12.7mm単装機銃×4基                                                     |
| 兵装                       | Mk.13 Mod.4 ミサイル単装発射機×1基 *SM-1MR SAM *ハープーン SSM を発射可能 |
| 兵装                       | Mk.32 Mod.7 3連装短魚雷発射管×2基                                         |
| 艦載機                     | SH-2F シースプライト LAMPS ヘリコプター×1機 ※さらに1機搭載可能            |
| C4ISTAR                    | NTDS（JTDS+リンク 11/14）                                                 |
| C4ISTAR                    | Mk.92 FCS（SM-1MR、76mm砲用）                                             |
| C4ISTAR                    | AN/SQQ-89 ASWCS                                                           |
| センサ                     | AN/SPS-49対空捜索レーダー                                                 |
| センサ                     | AN/SPS-55対水上捜索レーダー                                               |
| センサ                     | AN/SQS-56船底装備ソナー                                                   |
| センサ                     | AN/SQR-19曳航ソナー                                                       |
| 電子戦                     | AN/SLQ-32(V)2 ESM装置                                                     |
| 電子戦                     | Mk.36 デコイ発射装置                                                      |
| モットー                   |                                                                           |

クリフトン・スプレイグ (英語: USS Clifton Sprague, FFG-16) は、アメリカ海軍のミサイルフリゲート。オリバー・ハザード・ペリー級ミサイルフリゲートの10番艦。艦名はサマール沖海戦の功績で海軍十字章を受章したクリフトン・スプレイグ海軍中将 (1896 - 1955) に因む。

## 艦歴
クリフトン・スプレイグは1976年2月27日にFY76プログラムの一部としてメイン州のバス鉄工所に建造発注され、1979年7月30日に起工する。1980年2月16日に進水し、1981年3月21日に就役した。

クリフトン・スプレイグは1995年6月2日にフロリダ州メイポートで退役し、1997年8月27日にトルコ海軍に移管、艦名はガズィアンテプ (Gazantiep, F 490) と改められた。クリフトン・スプレイグは1997年9月4日にアメリカ海軍から除籍された。